# دون وات
دون وات (بالإنجليزية: Don Watt)‏ هو لاعب كرة قدم ومدرب كرة قدم بريطاني، ولد في 23 يوليو 1953. لعب مع نادي دمبرتون ونادي ستيرلينغشير الشرقية ونادي سلتيك.